# Соляний (Моргауський район)
Соляни́й (рос. Соляной, чув. Анаткас Апаш) — присілок у Чувашії Російської Федерації, у складі Чуманкасинського сільського поселення Моргауського району.
Населення — 155 осіб (2010; 146 в 2002, 187 в 1979; 299 в 1939, 302 в 1926, 281 в 1906, 211 в 1859).

## Історія
Історична назва — Соляна (Анат-каси). До 1866 року селяни мали статус державних, займались землеробством, тваринництвом. 19 століття діяло 3 вітряки, у 1920-их працювали майстерні з виготовлення цегли, шкіряних, взуттєвих та жерстяних виробів, одягу. 1930 року утворено колгосп «Чулкась», з 1931 року — імені Молотова. До 1927 року присілок перебував у складі Тораєвської волості Ядрінського повіту. 1927 року присілок переданий до складу Татаркасинського району, 16 січня 1939 року — до складу Сундирського, 17 березня 1939 року — до складу Совєтського, 1944 року — до складу Моргауського, 1951 року — повернуто до складу Совєтського, 1956 року — повернуто до складу Моргауського, 1959 року — до складу Аліковського, 1962 року — до складу Ядрінського, 1964 року — повернутий до складу Моргауського району.

## Господарство
У присілку діють клуб та 2 магазини.